# Гасюк Олег Володимирович

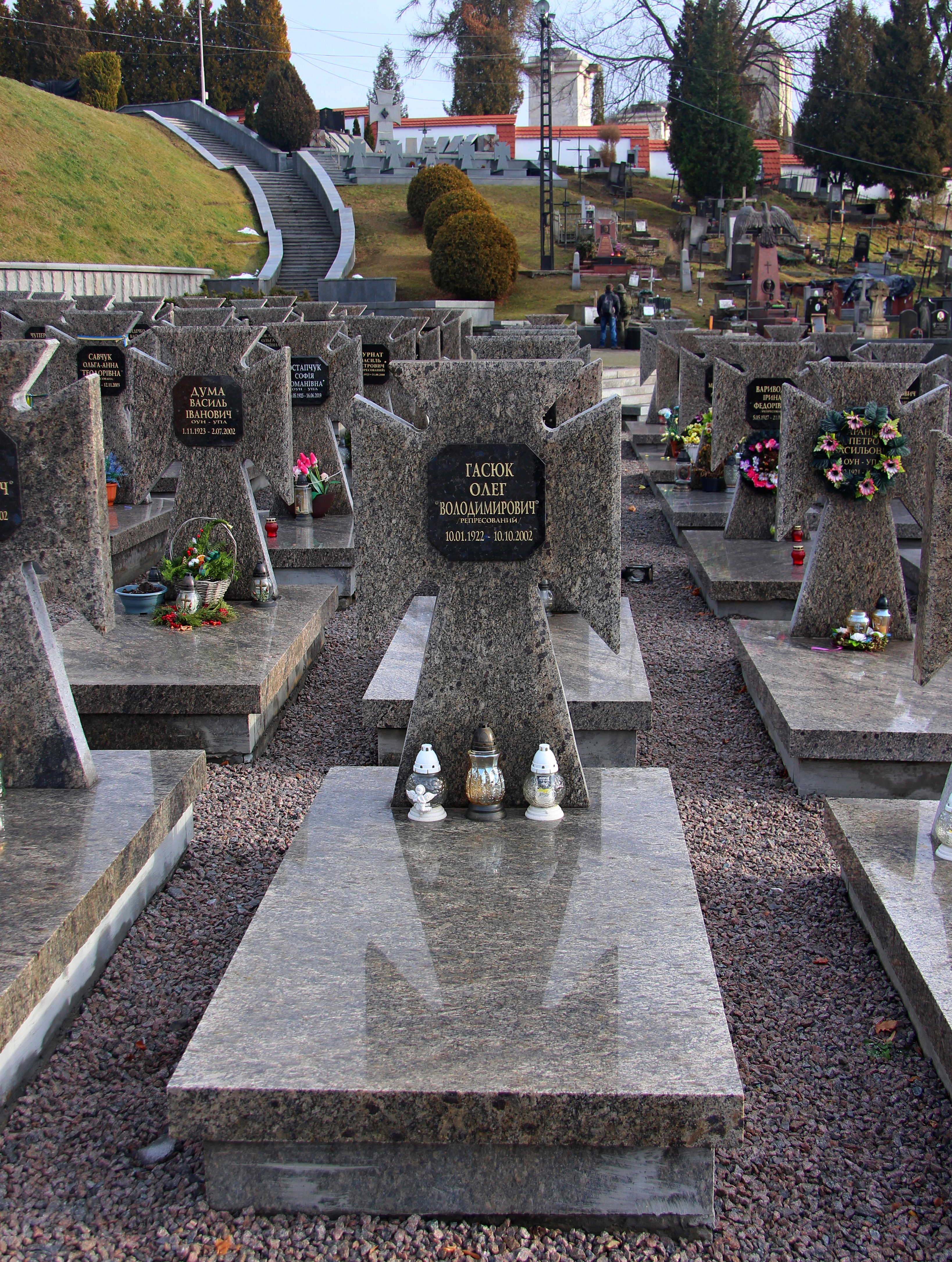

Гасюк Олекса (10 січня 1922, Прага — 10 жовтня 2002, Львів) — український бандурист і майстер бандури.

## Життєпис
Олекса Гасюк народився 10 січня 1922 року в Празі, куди батьки переїхали після революції з Катеринодару. У Олега була старша сестра. В 1932 року родина переїхала до Львова.
Вивчив гру на бандурі від своєї мами, яка навчилася грі на бандурі в Катеринодарі та в Празі у В. Ємця. Пізніше у Львові приєднався до ансамблю бандуристів який керував Юрій Сінґалевич.
1946—1949 — засновник і керівник капел бандуристів при Політехнічному інституті та Будинку вчителя у Львові. Виступав у складі тріо бандуристів при цих капелах із М. Табінським та Б. Жеплинським. Заарештований 1949 року. Покарання відбував у таборах ГУЛАГу, де в Інті керував ансамблем бандуристів (яку створив Микола Сарма-Соколовський). Реабілітований 1956. У 1964—1982 роках керував капелою бандуристів при клубі Львівської контори геологічної розвідки, виступав із Мирославою Гребенюк-Онуферко, В. Проником та В. Дичаком.
Помер Олекса Гасюк 10 жовтня 2002 року, похований на 76 дільниці Личаківського цвинтаря, яка відведена для героїв, що боролися за незалежність України.

## Роботи
Бандури роботи майстра зберігаються в Музей кобзарства Криму та Кубані при Кримському державному гуманітарному інституті (зокрема, одна з 9 діатонічних експериментальних бандур Львівської фабрики щипкових інструментів, модель 1949 р., виготовлена за кресленнями Гасюка). Після арешту та заслання Гасюка, Львівська фабрика на довгі роки припинили виробляти бандури.